# 1564 en musique classique
| \| • Retour à la chronologie générale de la musique classique • \| |
| Grèce • Rome • Haut Moyen Âge • VIIIe siècle • IXe siècle • Xe siècle • XIe siècle XIIe siècle • XIIIe siècle • XIVe siècle • XVe siècle • XVIe siècle • XVIIe siècle XVIIIe siècle • XIXe siècle • XXe siècle • XXIe siècle |
| • Retour à la chronologie générale de la musique classique • |

| Années en musique classique : 1561 - 1562 - 1563 - 1564 - 1565 - 1566 - 1567    |
| Décennies en musique classique : 1530 - 1540 - 1550 - 1560 - 1570 - 1580 - 1590 |

## Événements
- Psautier harmonisé par Claude Goudimel, musicien calviniste.

## Naissances

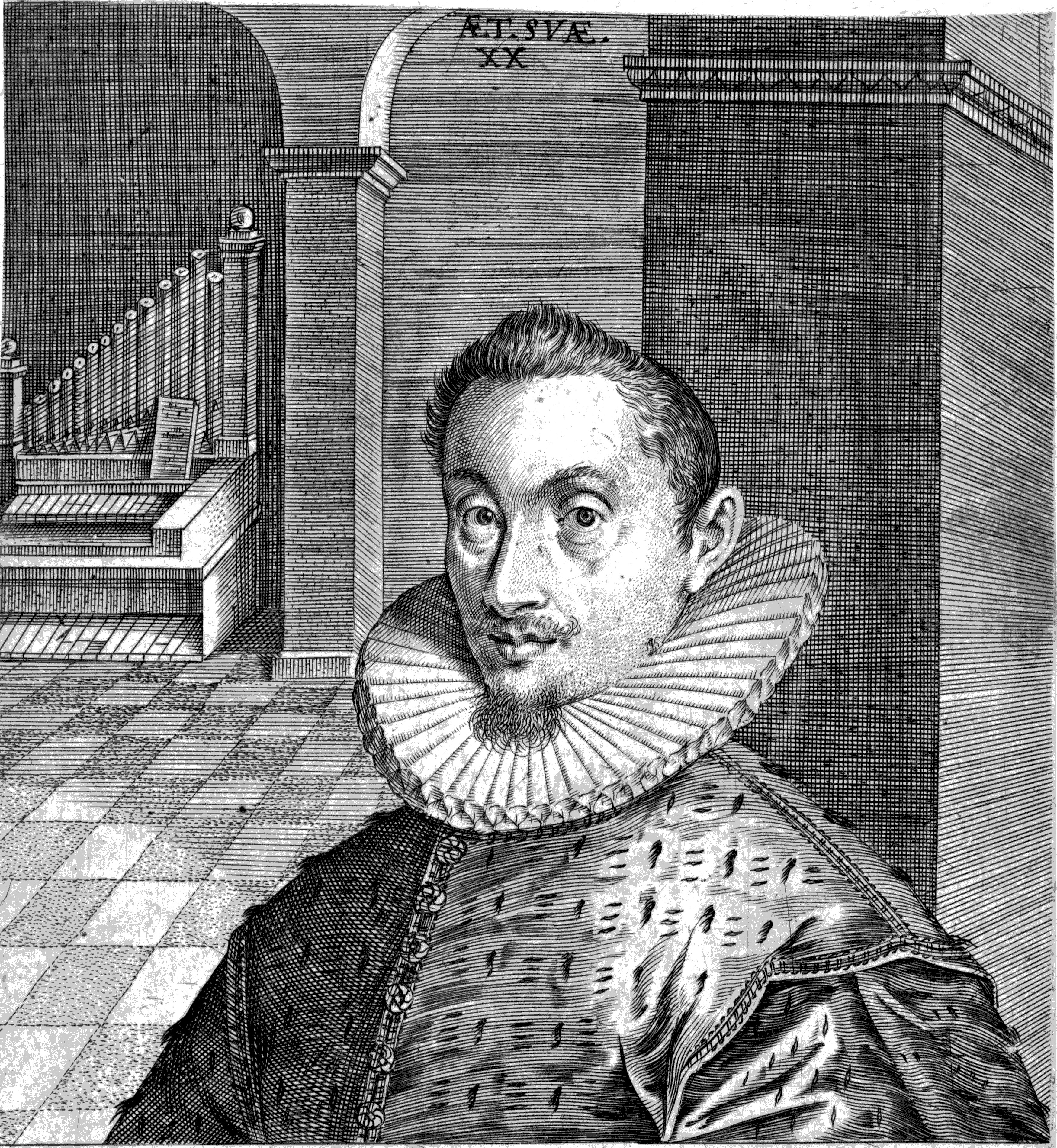
Hans Leo Hassler

- 2 avril : William Bathe, musicographe irlandais († 17 juin 1614).
- 26 octobre : Hans Leo Hassler, compositeur allemand († 8 juin 1612).

Date indéterminée :
- Gregor Aichinger, compositeur allemand († 21 janvier 1628).
- Joachim Burmeister, humaniste, compositeur et théoricien de la musique allemand († 5 mai 1629).

1564 ou 1568 : Giulio Cesare Martinengo, compositeur italien  († 10 juillet 1613).
Après 1564 : Antonio Barré, compositeur et éditeur de musique franco-italien.

## Décès
- 4 mars : Wolfgang Jünger, Thomaskantor (° vers 1517).
- 5 octobre : Pierre de Manchicourt, compositeur franco-flamand (° vers 1510).
- 2 décembre : Antoine Barbe, compositeur franco-flamand (° vers 1505).